# Bouchamps-lès-Craon
Bouchamps-lès-Craon település Franciaországban, Mayenne megyében. Lakosainak száma 611 fő (2022. január 1.). Bouchamps-lès-Craon La Boissière, Chérancé, Craon, Niafles, Renazé, Saint-Martin-du-Limet és Segré-en-Anjou Bleu községekkel határos.

## Népesség
A település népességének változása:
| Lakosok száma | 525  | 518  | 507  | 552  | 560  | 556  | 564  | 587  | 592  | 611  |
|               | 1968 | 1982 | 1990 | 2006 | 2013 | 2015 | 2017 | 2019 | 2020 | 2022 |